# عبد الحكيم بن مساعد بن عبد العزيز آل سعود
الأمير عبد الحكيم بن مساعد بن عبد العزيز آل سعود؛ أحد أبناء الأمير مساعد بن عبد العزيز آل سعود خريج كلية الهندسة من جامعة الملك سعود. والدته هي الأميرة نورا كعكي (متوفية) في يوم الأثنين 19 / 8 / 1433 هـ
وهو من الداعمين لتأسيس مركز البولنج وأحد اللاعبين المشهورين في هذه اللعبة، حيث سبق وأن شارك في بعض البطولات منها كأس العالم86 بالمكسيك.
أُجريت له عملية في الكتف والقدم في 3-2009 بأحد المراكز المتخصصة بالولايات المتحدة الأمريكية.